# ناصر أبو سرور
ناصر أبو سرور هو أسير فلسطيني من مخيم عايدة في محافظة بيت لحم، وُلد في 16 نوفمبر 1969. ينحدر من قرية بيت نتيف المهجرة قضاء الخليل. اعتقلته قوات الاحتلال الإسرائيلي في 4 يناير 1993، وحكم عليه بالسجن المؤبد دون إمكانية الإفراج المشروط، ليقضي بذلك أكثر من 30 عامًا في سجون الاحتلال.

## اعتقاله
خلال فترة اعتقاله، واصل أبو سرور تحصيله العلمي، فحصل على درجة البكالوريوس في العلوم السياسية ثم الماجستير في نفس التخصص من جامعة القدس/أبو ديس. كما شارك في العديد من معارك وإضرابات الحركة الأسيرة، ورفض إتمام دراسته عبر جامعة "تل أبيب" المفتوحة، مُصرًّا على الدراسة في جامعة فلسطينية.

## أعماله
صدر له ديوان شعر بعنوان "عن السجن وأشياء أخرى" عام 2021، ورواية بعنوان "حكاية جدار" عام 2022، التي رشحتها دار الآداب لجائزة البوكر للرواية العربية لعام 2023. الرواية، التي ترجمها لوك ليفغرين إلى الإنجليزية، تتأمل في معنى الأمل والحرية من داخل زنزانة السجن، وتُعدّ شهادة أدبية على صمود الأسرى الفلسطينيين.
عُرف أبو سرور بلقب "فيلسوف الجدار" نظرًا لأسلوبه الأدبي المميز الذي يمزج بين الفلسفة والشعر والسرد، وتُعدّ أعماله إضافة نوعية للأدب الفلسطيني المقاوم.